# Oenopota bicarinata
Oenopota bicarinata, tên tiếng Anh: two-corded lora, là một loài ốc biển, là động vật thân mềm chân bụng sống ở biển thuộc họ Conidae, họ ốc cối.